# Vuurtoren van Willemstad
De vuurtoren van Willemstad is een lichtopstand aan de Lantaarndijk in de vestingstad Willemstad. Het is de enige vuurtoren in de Nederlandse provincie Noord-Brabant.
Het torentje werd in 1946 gebouwd door de plaatselijke aannemer Herwig. Het verving een vijfhoekig opengewerkte gietijzeren lichtopstand op die plek. Het licht in de gele lantaarn werd in 1947 ontstoken en werd in 1989 gedoofd.
De toren is op gezette tijden te bezoeken voor het publiek.